# Хубер, Ханс (спортсмен)
Ханс Ху́бер (нем. Hans Huber; 1 января 1934, Регенсбург — 12 января 2024) — немецкий борец и боксёр тяжёлой весовой категории. В середине 1960-х годов в боксе выступал за сборную Германии: серебряный призёр летних Олимпийских игр в Токио, участник многих международных турниров и матчевых встреч.

## Биография
Ханс Хубер родился 1 января 1934 года в Регенсбурге, Бавария. С детства активно занимался вольной борьбой, в 1956 и 1960 годах был вице-чемпионом Германии, но в основной состав национальной сборной пробиться не сумел из-за слишком высокой конкуренции со стороны прославленного тяжеловеса Вильфрида Дитриха. Не сумев реализовать себя в борьбе, в 1961 году перешёл в бокс, проходил подготовку в боксёрском клубе BC Heros Regensburg.
В 1963 году Хубер стал чемпионом Германии в тяжёлом весе и съездил на чемпионат Европы в Москву, где дошёл до стадии четвертьфиналов, проиграв советскому боксёру Андрею Абрамову. Благодаря удачному выступлению на отборочных соревнованиях удостоился права защищать честь страны на летних Олимпийских играх 1964 года в Токио — в полуфинале со счётом 4:1 победил итальянца Джузеппе Роса, но в решающем бою 2:3 проиграл Джо Фрейзеру, будущему многократному чемпиону мира среди профессионалов. Получив серебряную олимпийскую медаль, вскоре Ханс Хубер принял решение завершить карьеру спортсмена.